# António Vitorino

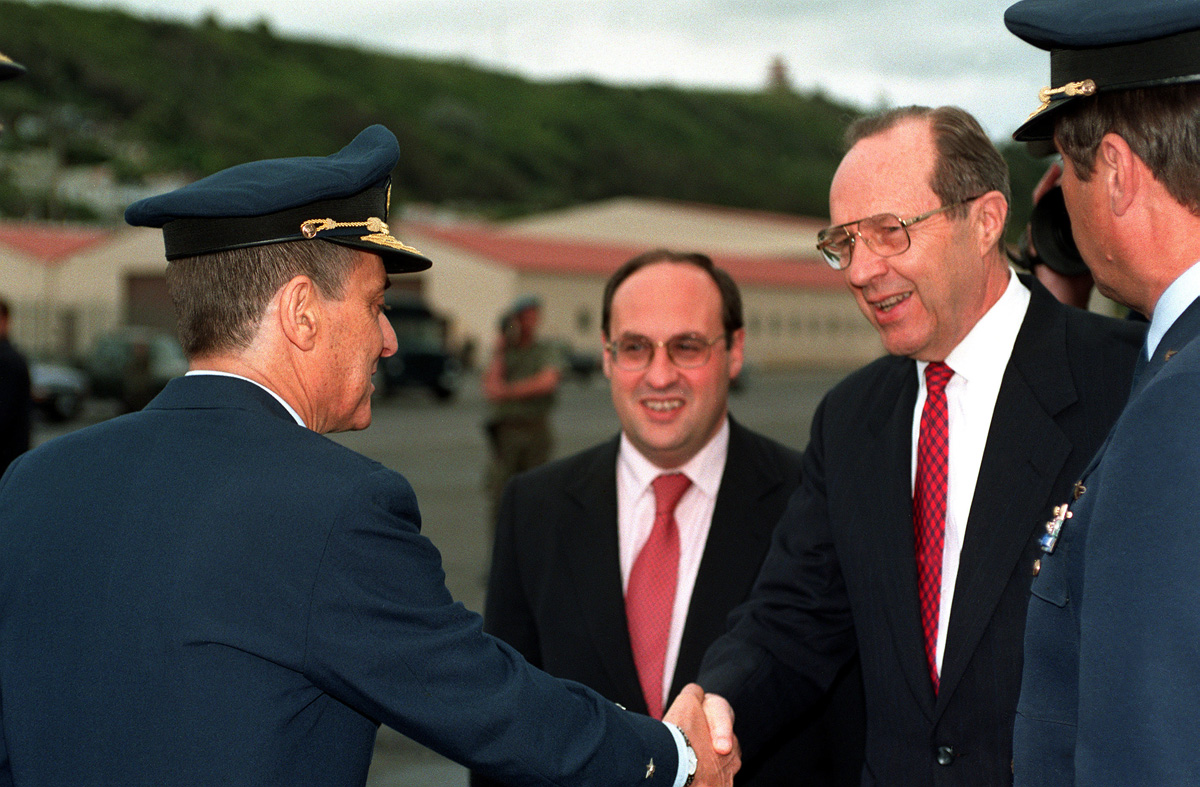

António Vitorino (Lissabon, 12 januari 1957) is een Portugees politicus van de Partido Socialista die van 1999 tot 2004 Europees commissaris voor Justitie was.
Vitorino studeerde rechten en politicologie aan de Universiteit van Lissabon.
Al op 23-jarige leeftijd werd hij lid van het Portugese parlement en op 27-jarige leeftijd was hij reeds staatssecretaris voor parlementaire zaken. Hij vervulde diverse publieke functies, waaronder enkele in de voormalige Portugese kolonie Macau en van 1989 tot 1994 als rechter voor het constitutionele hof. Ook was hij van 1995 ? 1997 minister van Defensie. Eveneens vervulde hij banen in het zakenleven en was hij hoogleraar in de rechtsgeleerdheid.
Van september 1999 tot november 2004 was hij lid van de commissie-Prodi en daar verantwoordelijk voor justitiële zaken. In die functie was Vitorino onder andere verantwoordelijk voor het (omstreden) verdrag over de verstrekking van persoonsinformatie van luchtvaartpassagiers aan de Verenigde Staten.
António Vitorino is getrouwd en heeft twee kinderen.
- Bibliothèque nationale de France: cb12716455p (data)
- Gemeinsame Normdatei: 1057671576
- International Standard Name Identifier: 0000 0001 1490 7154
- Library of Congress Control Number: n84216532
- Nationale Bibliotheek van Tsjechië: mub2015862181
- Nationale Bibliotheek van Polen: a0000003768620
- Nederlandse Thesaurus van Auteursnamen: 238882527
- Parlement.com: vgg61g6cess9
- Istituto Centrale per il Catalogo Unico: USMV613590
- Système universitaire de documentation: 069114404
- Virtual International Authority File: 40789613
- WorldCat: E39PBJv8Ktt3qKtkf37RFwWkXd